# جوناثان دانسي
جوناثان بيتر دانسي (بالإنجليزية: Jonathan Dancy)‏، (مواليد 8 مايو 1946)، فيلسوف بريطاني يبحث في نظرية المعرفة والأخلاقيات. وهو حاليًا أستاذ فخري في جامعة ريدنج وأستاذ الفلسفة في جامعة تكساس، أوستن.

## السيرة الذاتية
في عام 1971، أصبح جوناثان محاضرًا في جامعة كيلي. وبعد البحث في مشاكل نظرية المعرفة، وبالأخص في طبيعة الإدراك (جدل من الوهم)، ظهر كمناصر رائد في أخلاقيات الانصراف الكلي الأخلاقي، الفكرة التي تقول إن جميع الأسباب الأخلاقية خاصة وحساسة للسياق وليست عامة. كما يدافع أيضًا عما يسميه كلانية الأسباب، أي فكرة أن اعتقاد أن سبب التصرف بطريقة معينة في إحدى الحالات قد لا يكون سببًا للتصرف بهذه الطريقة، أو حتى سببًا لعدم التصرف بهذه الطريقة، في حالات أخرى. وبهذا المعنى، فالأسباب معتمدة على السياق. ويقول دانسي إن كلانية الأسباب توفر دعمًا رئيسيًا لادعائه الأساسي بالانصراف الكلي، أي أنه لا توجد مبادئ أخلاقية، ولكن يمكن أن تُكتسب الأخلاق جيدًا بدونها. وقد حرر دانسي بعضًا من كتابات جورج بيركلي وخصص كتابًا عن المفكر الأنجلو أيرلندي. بعد أن ذكرته زوجة ابنه، الممثلة الأمريكية كلير دينس، أثناء الظهور في برنامجThe Late Late Show with Craig Ferguson (العرض المتأخر جدًا مع كريغ فيرغسون)، ظهر دانسي كضيف في البرنامج يوم 1 أبريل 2010.

## الأعمال

### المقالات
- "On Moral Properties", Mind, 1981, XC, pp. 367–385.
- “Ethical Particularism and Morally Relevant Properties.” Mind, n.s.; 92, 368 (Oct., 1983): 530 – 547.
- “The Role of Imaginary Cases in Ethics.” Pacific Philosophical Quarterly, 66 (1985): 141 – 153.
- “An Ethic of Prima Facie Duties.” In A Companion to Ethics, ed. Peter Singer. Oxford: Blackwell Publishing, 1991. 219 – 229.
- “Can a Particularist Learn the Difference Between Right and Wrong?” In The Proceedings of the Twentieth World Congress of Philosophy, vol. 1, ed. K. Brinkmann. Bowling Green, OH: Philosophy Documentation Center, 1999. 59 – 72.
- “The Particularist’s Progress.” In Moral Particularism, ed. Brad Hooker and Margaret Olivia Little. Oxford: Clarendon Press, 2000. 130 – 156.
- "Moral Particularism" in the Stanford Online Encyclopedia of Philosophy at http://plato.stanford.edu/entries/moral-particularism/

### الكتب (التي ألفها)
- An Introduction to Contemporary Epistemology, Oxford: Blackwell, 1985.
- Berkeley: An Introduction, Oxford: Blackwell, 1987.
- Moral Reasons, Oxford: Blackwell Publishing, 1993.
- Practical Reality, Oxford: Oxford University Press, 2000.
- Ethics Without Principles. Oxford: Clarendon Press, 2004.

### الكتب (التي حررها)
- Perceptual Knowledge, Oxford: OUP, 1988.
- Reading Parfit, Oxford : Blackwell,1997.
- Normativity (Ratio conference 1998) Oxford : Blackwell, 2000.

## حياته الشخصية
تلقى دانسي تعليمه في مدرسة وينتشستر، حيث كان الرائد ولعب الكريكيت للمدرسة، وكلية كوربوس كريستي، جامعة أكسفورد، حيث حصل على رتبة الأول مكرر في الكلاسيكيات (1965-7:اختبارات المعادلة الكلاسيكية: مرتبة الشرف من الدرجة الأولى، 1967-9: التعلم الراقي: مرتبة الشرف من الدرجة الأولى، ليسانس الآداب). ولديه من زوجته سارة ثلاثة أبناء، الممثل هيو دانسي، زوج الممثلة كلير دينس، وجاك دانسي الذي يدير شركة سياحة؛ وهي تروليبيج ترافل،  وكيت ريدمان، الذي يعمل في منظمة أنقذوا الأطفال.

## وصلات خارجية
- جوناثان دانسي على موقع IMDb (الإنجليزية)

- Jonathan Dancy’s homepage
- "Moral Particularism" – J. Dancy's art. in Stanford Encyclopedia of Philosophy
- Publications list